# 艾美·弗雷澤
艾美·弗雷澤（英語：Amy Frazier，1972年9月19日—）是一位美國女子職業網球運動員。
她最好的表現是闯入1992年澳大利亞網球公開賽和1995年美國網球公開賽四分之一決賽。她在大滿貫比賽中30次第一輪出局，18次第二輪比賽出局，15次第三輪出局，6次第四輪出局。她的大滿貫胜负紀錄为73胜-71负。

## 外部連結
- 艾美·弗雷澤的国际女子网球协会官方資料（英文）
- 艾美·弗雷澤的國際網球總會 職業／青少年 官方資料（英文）
- Fed Cup - Player profile - Amy FRAZIER (USA) （页面存档备份，存于）